# Труба (музыкальный инструмент)
Труба́ (древневерхненем. trumba; итал. tromba, фр. trompette, нем. Trompete, англ. trumpet) — узкомензурный (характерный) медный духовой музыкальный инструмент высокого (сопранового) регистра. Входит в состав духового (где может заменять корнет) и симфонического оркестра, а также джазового ансамбля.
Натуральный звукоряд трубы в строе B / Си-бемоль малой октавы в реальном звучании:
В нотации (транспонируемый инструмент):
Диапазон звучания от ми малой октавы до си-бемоль второй. Нотируется на большую секунду выше реального звучания (например, основной тон си-бемоль малой октавы нотируется как до первой).

## История
С древнейших времён натуральная труба использовалась в качестве сигнального инструмента, примерно с XVII века вошла в состав оркестра. С изобретением механизма вентилей труба получила полный хроматический звукоряд и с середины XIX века стала полноценным инструментом классической музыки. Обладает ярким, блестящим тембром, используется как сольный инструмент или в симфоническом и духовом оркестрах, а также в джазе и других жанрах. Труба используется в разных музыкальных традициях, в том числе и русской.
Играющий на трубе называется трубачом. В гвардии и армии Российской империи (кавалерии и артиллерии) существовал нижний чин «Трубач», это был военнослужащий, подающий сигналы. Аналогичную функцию в пехоте выполнял горнист (от слова горн).

### Общий обзор
Труба — один из древнейших музыкальных инструментов. Упоминания о самых старых инструментах подобного типа датируются приблизительно 3600 лет до н. э. Трубы существовали во многих цивилизациях — в Древнем Египте, Древней Греции, Древнем Китае и др., и использовались как сигнальные инструменты. Такую роль труба играла в течение многих столетий, вплоть до XVII века. В античности существовала технология изготовления инструмента из одного цельного листа металла.
В Средневековье трубачи были обязательными членами войска, только они могли с помощью сигнала быстро передать приказ командующего другим частям армии, находившимся на расстоянии. Искусство игры на трубе считалось «элитным», ему обучали только особо отобранных людей. В мирное время трубы звучали на праздничных шествиях, рыцарских турнирах, в крупных городах существовала должность «башенных» трубачей, которые извещали о прибытии высокопоставленной персоны, смене времени суток (таким образом, выполняя роль своеобразных часов), приближении к городу вражеского войска и других событиях.
На рубеже Средневековья и Возрождения благодаря совершенствованию технологии изготовления труб интерес к этим инструментам значительно возрос. В эпоху барокко композиторы начинают включать партии труб в оркестр. Появляются виртуозные исполнители, обладавшие искусством «кларино» (исполнение диатонического звукоряда в верхнем регистре трубы с помощью передувания). Период барокко можно с полным правом назвать «золотым веком натуральной трубы». С приходом классицизма и романтизма, основополагающим принципом которых был мелодизм, натуральные трубы, неспособные исполнять мелодические линии, уходят на второй план и в оркестрах употребляются лишь для исполнения основных ступеней звукоряда.
Механизм вентилей, изобретённый в 1830-е годы и давший трубе хроматический звукоряд, первое время не получил широкого распространения, так как не все хроматические звуки были интонационно чисты и одинаковы по тембру. Верхний голос в группе медных духовых с этого времени всё чаще стал поручаться корнету — родственному трубе инструменту с более мягким тембром и более совершенными техническими возможностями. Корнеты (наряду с трубами) были постоянными инструментами оркестра до начала XX века, когда улучшение конструкции инструментов и совершенствование мастерства трубачей практически свели на нет проблему беглости и тембра, и корнеты исчезли из оркестра. В наше время оркестровые партии корнетов исполняются, как правило, на трубах, хотя иногда используется и оригинальный инструмент.
В наше время труба широко используется как сольный инструмент, в симфоническом и духовом оркестрах, а также в джазе, фанке, ска и других жанрах.
Среди выдающихся сольных трубачей различных жанров — Морис Андре, Луи Армстронг, Диззи Гиллеспи, Тимофей Докшицер, Клиффорд Браун, Майлз Дэвис, Чет Бейкер, Фредди Хаббард, Уинтон Марсалис, Сергей Накаряков, Георгий Орвид, Эдди Кэлверт, Артуро Сандоваль.

### Натуральная труба
Натуральная, или старинная, труба является исторически первой разновидностью собственно музыкальной трубы — то есть применявшейся не для практических, а для эстетических целей. Её отличительные особенности — преимущественно цилиндрическое сечение, довольно поздно переходящее в коническое, а также относительно небольшие раструб и мундштук. В общей сложности труба этого рода была весьма длинной (примерно вдвое длиннее современной хроматической трубы) и относилась к числу инструментов с узкой мензурой, что позволяло без особых усилий воспроизводить с её помощью широкий спектр звуков — в принципе, при желании, путём сочетания различных строёв на ней можно было получить практически полный хроматический звукоряд. Однако композиторы классического периода не пользовались всем спектром её возможностей, поскольку в этот период трубы, равно как и ударные инструменты, применялись в оркестрах изредка и эпизодически, зачастую для воспроизведения некоторых отдельных звуков или несложных мелодических оборотов. В связи с невозможностью пользоваться закрытыми звуками партии труб того времени были менее богатыми, нежели, к примеру, партии валторн, однако это отчасти компенсировалось спецификой собственно их звучания. Ноты для натуральной трубы, так же, как и для валторны, писались в ключе «соль»; в силу её конструктивных особенностей исполнитель не мог менять изначальную высоту звуков, поэтому композиторам приходилось ориентироваться только на звуки, естественным образом производимые самой трубкой инструмента.
Звук в старинной трубе извлекался свободно и с высокой степенью точности, поэтому даже при употреблении довольно ограниченного набора вспомогательных приёмов играть на ней можно было вполне быстро. В период стиля clarino, или, как его называют альтернативно, во времена полифонистов, техника игры на натуральной трубе получила определённое развитие, однако впоследствии исполнительский стиль вновь возвратился преимущественно к воспроизведению несложных мелодических построений или простых гармоний. Классический оркестр в то время пользовался, как правило, двумя трубами в их сочетании с литаврами и валторнами, однако встречались и более многочисленные вариации — в зависимости от специфики конкретных произведений. В более поздние периоды, по мере возрастания силы оркестра, количество труб также увеличивалось: к примеру, Р. Вагнер в «Марше рыцарей» из оперы «Тангейзер» применил сразу 12 труб.

### Трубы переходного периода
По мере того, как музыкантами осознавалась принципиальная ограниченность натуральной трубы, предпринимались разнообразные попытки по её совершенствованию и применению новых конструктивных решений. Полученные в результате этих поисков разновидности труб имели сугубо временное значение в истории оркестрового исполнительства, однако сыграли свою роль в процессе развития инструмента и обретения им своего нынешнего облика. Обобщение и систематизация спектра предлагавшихся вариантов позволяют говорить о том, что в общей сложности было сделано три попытки разной степени успешности.
Первой попыткой, которая датируется примерно XVIII веком, явилось намерение применить к трубе приём «закрытых звуков». Эта техника была разработана незадолго до того момента и использовалась при игре на валторне; исполнитель вводил руку в раструб инструмента, добиваясь тем самым иного звучания. Чтобы обеспечить играющему возможность совершить такое действие, была спроектирована натуральная труба полуовальной формы, внешним видом напоминающая полумесяц (в связи с чем во Франции, например, она получила соответствующее наименование — фр. trompette demi-lune). Основным для неё был крон «фа», имелась также возможность перевести звукоряд в «ми-бемоль» или «ре». Раструб, соответственно, при игре был направлен вбок. Хотя такой дизайн действительно позволял извлекать закрытые звуки, овальный изгиб отрицательно сказался на окраске звучания инструмента, а полученные в результате исполнительские эффекты оказались практически аналогичны закрытым звукам валторны — за исключением того, что последние были сильнее. Указанные недостатки стали причиной того, что уже в первой четверти XIX века труба-полумесяц полностью вышла из употребления.
Итогом второй попытки, которая также была совершена в конце XVIII века, стала так называемая клапанная труба. Хотя этот вид инструмента получил определённое распространение в военных ансамблях, в симфонической музыке указанная труба практически никогда не использовалась (исключением явилась лишь опера «Роберт-Дьявол» Дж. Мейербера). Как следует из её наименования, эта труба имела четыре или пять клапанов, и во время игры требовала применения обеих рук; нововведённое устройство, с одной стороны, ликвидировало свойственные натуральной трубе особенности звучания, а с другой — стало причиной нестройности при извлечении звуков (что, собственно, и обусловило её непопулярность).
Третьей вариацией на соответствующую тему стала труба с кулисой, которая широко распространилась, к примеру, в Великобритании и оставалась там популярной вплоть до второй половины XIX века. По конструкции она была схожа с тромбоном, с той разницей, что её кулиса выдвигалась не вперед, а назад. Для этой трубы были характерны натуральный звукоряд и четыре возможных строя: «фа», «ми», «ми-бемоль» и «ре».

### Труба с вентилями
Окончательное завершение эпохи натуральной трубы связано с изобретением вентильного механизма, принципиально схожего с современным. Тем не менее, переходный процесс не был одномоментным и в различных странах мира проходил по-разному — к примеру, во Франции в течение довольно длительного периода времени был популярен корнет-а-пистон с пистонным механизмом, а в России в середине XIX века последние нередко использовались в сочетании с вентильными трубами (в частности, такие варианты характерны для Даргомыжского или Чайковского). При этом многие композиторы и после создания новых труб продолжали активно пользоваться натуральными, и лишь со временем хроматическая труба современного типа получила должное распространение. На протяжении переходного этапа распространение имела также «старинная хроматическая» — натуральная труба, но с вентильным механизмом, настроенным на тон, полутон и полтора тона, который позволял заполнить пробелы между основными ступенями.
Современная хроматическая труба — это, в сущности, укороченный инструмент, появление которого в определённой степени обусловлено стремлением композиторов ко всё более высоким по звучанию оркестровым партиям. Её устройство, для которого, в частности, характерны преимущественно коническая мензура и чашеобразный мундштук средней глубины, вызвало утрату полноты звучания, характерной для старинных труб, однако добавило инструменту ясности, звонкости и некоторой резкости.

## Конструкция
Труба, как и другие медные духовые инструменты, состоит из трёх основных частей: мундштука, трубки и раструба. Трубка образует основной канал инструмента, в котором создаётся звучание за счёт вибрации воздушного столба. Длина трубки 130—150 см, для компактности она загнута дважды: так длина инструмента от мундштучной трубки до раструба составляет 47—50 см. На большей части длины (2/3) трубка имеет цилиндрическую форму с внутренним диаметром около 11 мм, на конечном отрезке от загиба до раструба она конусообразная (постепенно расширяется).
Изготавливают из латуни (сплава меди с цинком), дорогие концертные инструменты — из латуни с большим содержанием меди — томпака и полутомпака. Снаружи трубы как правило покрывают золотисто-желтым пластмассовым лаком (имитирующим блеск полированной латуни), никелируют, серебрят или золотят.
Детали
- Мундштучная трубка — небольшая часть трубы, соединяющаяся с мундштуком.
- Кроны — четыре съёмные U-образные трубочки. В основном канале инструмента есть одна главная (общая) крона, располагающаяся на первом (от мундштука) изгибе канала. При помощи неё можно подстраивать (понижать) строй трубы. Остальные три кроны являются частью дополнительных каналов инструмента, задействуемых путём открытия соответствующих клапанов. На кронах первого и третьего клапана могут быть расположены специальные пальцевые ухваты, предназначенные для подстраивания (понижения) строя трубы при исполнении звуков До-диез и Ре первой октавы[11].
- Вентили (клапаны, помповые или поворотные) открывают и закрывают дополнительные трубки для понижения извлекаемых гармоник: 1-й клапан понижает на тон, 2-й на полутон, 3-й на полтора тона. Одновременное нажатие нескольких клапанов даёт суммарное понижение гармоники на два, два с половиной и три тона. На некоторых разновидностях трубы (например на трубе-пикколо) есть четвёртый квартвентиль, понижающий гармонику на чистую кварту (два с половиной тона).
- Сливной клапан необходим для удаления скопившегося конденсата влаги из канала. Находится на кроне общего строя и дополнительно бывает на третьей кроне.
- Раструб — концевая расширяющаяся часть, направляющая и усиливающая звук.

Мензура
Мензура — диаметр основной части канала трубы. Примеры мензуры труб Bach Stradivarius:
- M (medium) — 11,51 мм (0,453", дюйм).
- ML (medium large) — 11,66 мм (0,459"). Эту мензуру имеет большинство современных труб.
- L (large) — 11,74 мм (0,462").
- XL (extra large) — 11,89 мм (0,468").

### Мундштук
- Трубный мундштук. 1. Диаметр чашки, 2. Ширина полей, 3. Форма полей, 4. Кромка полей, 5. Чашка, 6. Устье, 7. Канал, 8. Ножка

Для трубы существует множество мундштуков с различными параметрами:
Чашка
- Диаметр чашки — важнейший параметр, от которого зависит подвижность амбушюра (возрастает с увеличением диаметра), его выносливость (уменьшается), объёмность и громкость звучания (возрастают), удобство расположения губ на мундштуке (возрастает). Рекомендуется использовать мундштук с как можно большим диаметром, насколько может выдержать амбушюр музыканта при выполнении поставленных перед ним задач[14]. Начинающим трубачам следует специально использовать большой мундштук для правильного формирования амбушюра[15][16].
- Глубина чашки — чем мельче чашка тем легче извлекаются высокие ноты, однако снижается объёмность звучания. Мелкие чашки применяются музыкантами для игры в крайне высоких регистрах, во всех остальных случаях рекомендуется использовать средние и более глубокие чашки[14].
- Форма чашки — U- и V-образная. Обычно чашка имеет сочетание этих двух форм — начиная от полей стенки идут вниз вертикально, затем изгибаются и идут более полого (воронкообразно) к устью. Форма U даёт яркое звучание и облегчает извлечение высоких нот, V — наоборот[17].

Поля
- Ширина полей (обычная или увеличенная).
- Форма полей (округлая или плоская) — широкие и плоские поля увеличивают выносливость[18] амбушюра, но ограничивают его подвижность[18]. В общем случае мундштук должен иметь поля оптимальной усреднённой ширины и формы.
- Форма внутренней кромки полей, то есть места перехода полей в чашку (угловатая или округлая) — угловатая кромка точнее ограничивает губы музыканта внутри чашки, что делает атаку более чёткой, а звучание более звонким[15]. Дополнительно она позволяет лучше контролировать правильное расположение губ на мундштуке[14], что важно для начинающих трубачей[19]. С другой стороны, угловатая кромка снижает удобство мундштука, подвижность амбушюра и его выносливость, так как сильнее давит на губы[17].

Устье
- Диаметр устья — обычный диаметр составляет примерно 3,66[14]—3,80 мм[20]. Для получения более объёмного и громкого звучания диаметр увеличивают до 4,09 мм[14] (иногда это делают самостоятельно — растачивают устье уже готового мундштука).
- Форма кромки устья, места перехода чашки в устье (не выбираемый параметр) — угловатая кромка делает звучание более ярким, округлая — мягким, приглушённым[20].
- Длина и форма устья (не выбираемые параметры) — устье начинается от места перехода чашки в устье и заканчивается на месте перехода в канал мундштука. Форма цилиндрическая или коническая.

Канал
- Форма канала — конусообразная с прямыми стенками, с изогнутыми внутрь или наружу стенками.

По классификации мундштуков фирмы Vincent Bach самым распространённым размером мундштука является размер 7c (цифра 7 означает диаметр чашки 16,20 мм, буква C — чашку среднюю по глубине). Мундштуки Bach стали своего рода отраслевым стандартом, с которыми сравниваются мундштуки других производителей.

## Строй. Аппликатура. Регистры
Труба в строе B (си-бемоль) является транспонирующим инструментом: нотация для неё производится на целый тон (большую секунду) выше реального звучания.
Без использования вентилей на трубе можно извлечь только звуки натурального звукоряда (называемые гармониками), начиная со второго (для трубы в строе B это будет си-бемоль малой октавы, основной тон си-бемоль большой октавы не извлекается по причине узкой мензуры трубы):
| Номер гармоники             | 2       | 3       | 4       | 5       | 6       | 7       | 8       |
| Нотация                     |         |         |         |         |         |         |         |
| Натуральная частота, Гц     | 233.082 | 349.623 | 466.164 | 582.705 | 699.246 | 815.787 | 932.328 |
| Отклонение от темпер., Цент | —       | +1.96   | —       | −13.69  | +1.96   | −31.17  | —       |
| Темперированная частота, Гц | 233.082 | 349.228 | 466.164 | 587.330 | 698.456 | 830.609 | 932.328 |

Система вентилей позволяет понизить каждую гармонику на величину от одного до шести полутонов, таким образом удаётся получить все звуки равномерно темперированного строя в пределах диапазона инструмента. При игре основной аппликатурой седьмую гармонику не используют, так как она звучит фальшиво (ниже темперированной ля-бемоль), вместо неё берут восьмую.
| Гармоника       | 2                                                                        | 2   | 2  | 2  | 2 | 2 | 2 | 3   | 3   | 3  | 3  | 3 | 3   | 3   | 4  | 4  | 4   | 4   | 4  |
| Нотация         | \new Staff \with { \remove "Time_signature_engraver" } {\cadenzaOn fis1} |     |    |    |   |   |   |     |     |    |    |   |     |     |    |    |     |     |    |
| Основная аппл.  | 123                                                                      | 1-3 | 23 | 12 | 1 | 2 | 0 | 123 | 1-3 | 23 | 12 | 1 | 2   | 0   | 23 | 12 | 1   | 2   | 0  |
| Вспомогательная |                                                                          |     |    | 3  |   |   |   |     |     |    | 3  |   | 123 | 1-3 |    | 3  | 123 | 1-3 | 23 |

| Гармоника       | 5     | 5   | 5  | 5      | 6   | 6      | 6        | (7) 8 | (7) 8   | (7) 8     | 8        | 8        |
| Нотация         |       |     |    |        |     |        |          |       |         |           |          |          |
| Основная аппл.  | 12    | 1   | 2  | 0      | 1   | 2      | 0        | 23    | 12      | 1         | 2        | 0        |
| Вспомогательная | 123 3 | 1-3 | 23 | 123 12 | 1-3 | 23 123 | 3 12 1-3 | 1 123 | 1-3 2 3 | 123 1-3 0 | 3 1-3 12 | 1-3 1 23 |

Регистры
Наиболее тембрально полноценные звуки извлекаются на гармониках с 3 по 6, на 2 гармонике (малая октава) звуки несколько грубоваты и неустойчивы (особенно на самых нижних нотах), на 8-й звучат напряжённо, на 9 и 10 очень сдавленно и извлекаются с трудом (практически не извлекаются).

## Техника игры

### Общие сведения
Принцип игры на трубе заключается в извлечении гармоник натурального звукоряда (путём изменения амбушюра) с их понижением при помощи системы вентилей.
Отличаясь большой технической подвижностью, труба блестяще выполняет диатонические и хроматические пассажи, простые и ломаные арпеджио и т. д. Расход дыхания на трубе сравнительно небольшой, поэтому на ней возможно исполнение широких, яркого тембра и большой протяжённости мелодических фраз в легато. Стаккатная техника на трубе блестящая и стремительная (за исключением самых крайних регистров). Одинарное, двойное и тройное стаккато получаются с предельной отчётливостью. На современных трубах хорошо получается большинство вентильных трелей.
Труба — правосторонний инструмент: при игре трубу удерживают левой рукой, а правой нажимают на вентили.

### Применение сурдины
Среди других медных духовых труба (как и тромбон), являвляется инструментом, на котором сурдина используется наиболее часто, в основном в джазовой музыке. Существует несколько видов сурдин, по разному меняющих тембр звучания, среди них — сурдина «груша» (английский аналог названия — straight), «чашка» или «грибок» (cup), «вантуз» (plunger), «квакушка» (wah-wah).

## Разновидности
Наиболее распространенным типом трубы является труба в строе си-бемоль (in B), звучащая на тон ниже, чем написаны её ноты. В американских оркестрах нередко также используется труба в строе до (in C), нетранспонирующая и обладающая чуть более ярким, открытым звуком, чем труба in B. Применяемый объём действительного звучания трубы — от e (ми малой октавы) до c3 (до третьей октавы), в современной музыке и джазе возможно извлечение и более высоких звуков. Ноты пишутся в скрипичном ключе, как правило, без ключевых знаков, на один тон выше действительного звучания для трубы in B, и в соответствии с действительным звучанием для трубы in C. До появления механизма вентилей и некоторое время после этого существовали трубы буквально во всех возможных строях: in D, in Es, in E, in F, in G и in A, каждая из которых предназначалась для облегчения исполнения музыки в определённой тональности. С повышением мастерства трубачей и усовершенствованием конструкции самой трубы необходимость в таком количестве инструментов исчезла, а сама трубка инструмента стала короче и толще (её строй изменился на октаву, хотя тесситура осталась той же). В наше время музыка во всех тональностях исполняется или на трубе in B, или крайне редко на трубе in C.
- Труба-пикколо (малая труба). Разновидность, сконструированная в конце XIX века, в настоящее время переживает новый подъём в связи с возродившимся интересом к старинной музыке. Используется в строе си-бемоль (in B) и имеет возможность перестройки в строй ля (in A) для диезных тональностей. Звучит на октаву выше обычной трубы, так как длина её канала короче в два раза[26]. В отличие от обычной трубы, имеет четыре вентиля. С трубой-пикколо используют мундштук с уменьшенным размером чашки, чтобы было легче брать ноты верхнего регистра. Среди выдающихся исполнителей на малой трубе — Уинтон Марсалис, Морис Андре, Хокен Харденбергер.
- Альтовая труба в строе Es (ми-бемоль малой октавы) или F (фа). Композитором Римским-Корсаковым была попытка популяризовать использование альтовой трубы в симфоническом оркестре, однако этот инструмент так и не получил всеобщего признания[27]. В других жанрах музыки также практически не используется.
- Басовая труба in B, звучащая на октаву ниже обычной трубы и на большую нону ниже написанных нот. Вышла из употребления ко второй половине XX века, в настоящее время её партию исполняют на тромбоне — инструменте, схожем с ней по регистру, тембру и строению.

## Репертуар
Несмотря на то, что хроматические трубы, позволяющие исполнять мелодические линии без ограничений, появились только в начале XIX века, существует большое количество сольных произведений, написанных для трубы с натуральным звукорядом, которые в настоящее время исполняются на малой трубе.

### Сольные сочинения

#### Хроматическая труба
- Йозеф Гайдн — Концерт для трубы с оркестром Es-dur
- Иоганн Гуммель — Концерт для трубы с оркестром E-dur (часто исполняется в Es-dur)
- Василий Брандт — Концертштюк для трубы с оркестром #1 f-moll, #2 Es-dur
- Александра Пахмутова — Концерт для трубы с оркестром (1955)
- Альберт Лорцинг — Интродукция и вариации для трубы с оркестром B-dur
- Джордже Энеску — «Легенда» для трубы и фортепиано
- Сергей Василенко — Концерт для трубы с оркестром
- Александр Гедике — Концерт для трубы с оркестром; Концертный этюд для трубы и фортепиано
- Малькольм Арнольд — Фантазия для трубы и фортепиано
- Александр Арутюнян — Концерт для трубы с оркестром As-dur
- Мечислав Вайнберг — Концерт для трубы с оркестром
- Пауль Хиндемит — Соната для трубы и фортепиано; Концерт для трубы и фагота с оркестром
- Анри Томази — Концерт для трубы с оркестром; Триптих
- Борис Блахер — Концерт для малой трубы с оркестром
- Алан Хованесс — «Молитва Св. Григория» для трубы и струнного оркестра; «Вернитесь и возродите заброшенные селения» концерт для трубы и духовых инструментов
- Родион Щедрин — Концерт для трубы с оркестром
- Жан-Батист Арбан — «Венецианский карнавал», вариации для трубы, «Брилиантовая фантазия»

#### Натуральная труба
- Иоганн Себастьян Бах — Бранденбургский концерт № 2 F-dur
- Михаэль Гайдн — Концерт D-dur
- Иоганн Мольтер — три концерта
- Леопольд Моцарт — Концерт
- Георг Филипп Телеман — Концерт для трубы и струнных D-dur
- Джузеппе Торелли — Соната для трубы и струнных D-dur

### Соло в оркестре
- Иоганн Себастьян Бах — Бранденбургский концерт № 2 F-dur; Месса h-moll; Рождественская оратория; Магнификат; Сюита для оркестра № 3 D-dur
- Бела Барток — Концерт для оркестра (части I, II и V)
- Людвиг ван Бетховен — увертюры «Леонора» № 2 и № 3
- Иоганнес Брамс — Академическая праздничная увертюра; Симфония № 2
- Аарон Копленд — балеты «Тихий город» и «Родео»
- Клод Дебюсси — «Море»; «Празднества»
- Джордж Гершвин — «Американец в Париже»; Концерт F-dur (II часть)
- Густав Малер — Симфонии № 1 (часть I), № 2 (части I, II, III, V), № 3 (соло за сценой), № 5 (части I, III, V)
- Модест Мусоргский (в оркестровке Мориса Равеля) — Картинки с выставки («Прогулка», «Два еврея»)
- Морис Равель — Концерт для фортепиано с оркестром G-dur (части I и III)
- Отторино Респиги — симфоническая сюита «Пинии Рима» (части I, II и IV)
- Николай Римский-Корсаков — сюита «Шехерезада» (части III и IV); Испанское каприччио (часть IV)
- Александр Скрябин — Симфония № 3 («Божественная поэма»); «Поэма экстаза»; «Прометей»
- Дмитрий Шостакович — Концерт для фортепиано с оркестром № 1 c-moll (с солирующей трубой)
- Рихард Штраус — «Альпийская симфония»; симфонические поэмы «Дон Жуан» и «Жизнь героя»
- Игорь Стравинский балеты «Жар-птица», «Петрушка», «Весна священная», опера «Соловей»
- Пётр Ильич Чайковский — симфонии № 4 (вступление), № 5 (части I и IV) № 6 (III часть); Итальянское каприччио (корнет), балет «Лебединое озеро» (Неаполитанский танец — корнет)
- Джузеппе Верди — опера «Аида»